# Елгін (Теннессі)
Елгін (англ. Elgin) — переписна місцевість (CDP) в США, в окрузі Скотт штату Теннессі. Населення — 297 осіб (2020).

## Географія
Елгін розташований за координатами 36°19′42″ пн. ш. 84°36′33″ зх. д. / 36.32833° пн. ш. 84.60917° зх. д. (36.328397, -84.609059).  За даними Бюро перепису населення США в 2010 році переписна місцевість мала площу 5,03 км², уся площа — суходіл.

## Демографія
Згідно з переписом 2010 року, у переписній місцевості мешкали 282 особи в 119 домогосподарствах у складі 82 родин. Густота населення становила 56 осіб/км².  Було 136 помешкань (27/км²).
Расовий склад населення:
| - 99,3 % — білих - 0,4 % — корінних американців - 0,4 % — азіатів |

До двох чи більше рас належало 0,0 %. Частка іспаномовних становила 0,0 % від усіх жителів.
За віковим діапазоном населення розподілялося таким чином: 23,0 % — особи молодші 18 років, 59,6 % — особи у віці 18—64 років, 17,4 % — особи у віці 65 років та старші. Медіана віку мешканця становила 40,6 року. На 100 осіб жіночої статі у переписній місцевості припадало 95,8 чоловіків;  на 100 жінок у віці від 18 років та старших — 85,5 чоловіків також старших 18 років.
За межею бідності перебувало 12,6 % осіб, у тому числі 3,4 % дітей у віці до 18 років та 0,0 % осіб у віці 65 років та старших.
Цивільне працевлаштоване населення становило 115 осіб. Основні галузі зайнятості: освіта, охорона здоров'я та соціальна допомога — 40,9 %, транспорт — 23,5 %, виробництво — 18,3 %, науковці, спеціалісти, менеджери — 17,4 %.